# Karadihallikaval, Chikmagalur
Karadihallikaval là một làng thuộc tehsil Chikmagalur, huyện Chikmagalur, bang Karnataka, Ấn Độ.